# Религијски прогони
Религијски прогон (енгл. Religious persecution) је систематско злостављање појединаца или група због њиховог верског опредељења или припадности, или одсуства истих. Тежња људских друштава и група да одстрањују или потискују припаднике различитих култура честа је у људској историји. Још више, пошто верска убеђења често одређују лични морал, мишљење и понашање према другима, верске разлике представљају значајан културни и друштвени фактор.
Верски прогони могу започети због верске искључивости (када припадници доминантне групе презиру све друге вере) или их организује и подстиче држава (ако поједине верске групе сматра опасним по своје интересе). Екстремни примери државних верских прогона јесу прогони хришћана у Римском царству, погроми Јевреја у царској Русији и холокауст у нацистичкој Немачкој. Кроз историју, неке групе биле су скоро свуда изложене верском прогањању све до 18. века: атеисти, Јевреји и Зороастријанци

## Дефиниција
Верски прогон се дефинише као насиље или дискриминација против верских мањина, која лишава припаднике мањина политичких права и присиљава их да се асимилују, одселе или живе као грађани другог реда. У државној политици, може се дефинисати као нарушавање права на слободу мишљења, савести и уверења, које се врши систематском и активном политиком узнемиравања, застрашивања и кажњавања, која нарушава право грађана на живот, неповредивост и слободу. Разлика између верског прогона и верске нетрпељивости је у томе што је ова друга већином заснована на расположењу становништва, које може бити толерисано или подстицано од државе. Ускраћивање грађанских права на основу вере најчешће се описује као верска дискриминација, а не верски прогон. Верски прогон је директна супротност слободи вере.
Постоје разни нивои верског прогањања: "Оно мора скупо коштати појединца…Мора бити неправедно и незаслужено…Мора бити директна последица нечије вере."

## Примери
- Атеизам је кажњаван смрћу у античкој Грчкој и краљевини Израел,[6] док је у хришћанским земљама све до 18. века кажњаван као јерес. У исламским државама кажњаван је смрћу (као светогрђе) све до 20. века, а и данас је кажњив смрћу у 13 држава (Авганистан, Иран, Малдиви, Малезија, Мауританија, Нигерија, Пакистан, Катар, Судан, Сомалија, Јемен, Уједињени Арапски Емирати и Саудијска Арабија).[7][8]
- Антисемитизам има веома дугу традицију: прогоне Јевреја вршили су Селеукиди, Римљани и хришћани: покољи Јевреја у Првом крсташком рату (1096-99), прогон Јевреја из Шпаније (1492), погроми у Русији (1772-1918), холокауст (1933-45).[2]
- Прогони хришћана у Римском царству, од цара Нерона (64-68) до Миланског едикта (313). Данас, прогон хришћана постоји само у Ирану.[9][10][11]
- Прогони катара у Француској (1209-29) и богумила у Србији и Босни.
- Прогони католика у Енглеској (1535-1681).[12][13]
- Прогони хугенота (протестаната) у Француској (1562-1789).
- Државни (обавезни) атеизам у револуционарној Француској, СССР и земљама Источног блока (1945-89).[14][15][16]